# Azalais d'Altier
Azalais d'Altier (fl....primera meitat del segle xiii) fou una trobairitz occitana.

## Vida
No es conserva cap vida d'aquesta trobairitz ni altres documents que ens donin informació sobre la seva persona. Se suposa que hauria de ser originària d'Altièr, al Gavaldà. La cronologia de la seva producció poètica s'estableix sobre la base de la relació amb Uc de Saint-Circ, que li dedica una cançó.
En el cançoner V es conserva l'única peça que ens ha pervingut d'aquesta trobairitz. Es tracta d'un salut d'amor, gènere poètic no destinat a ser cantat (la forma mètrica en octosíl·labs apariats exclou que es pugui cantar). Aquest és l'únic salut que ens ha pervingut escrit per una dona. El salut d'Azalais consta de 101 versos i ella mateixa s'anomena com a autora en el vers 6. El salut s'adreça a una dama davant de la qual intercedeix perquè perdoni un amant al qual la dama hauria rebutjat perquè li hauria fet algun tort.
El fet que Uc de Sant-Circ dediqui una cançó a Azalais d'Altier, juntament amb la razó que es conserva d'una poesia d'aquest trobador (Anc mais non vi temps ni sazon), que explica que el trobador s'havia allunyat de la seva dama Clara d'Anduza, ha fet especular amb la idea que el salut fos adreçat a Clara d'Anduza per tal d'intercedir per Uc, hipòtesi evidentment difícil de provar.

## Obra
- (42a,1)[5] Tanz salutz et tantas amors